# Distretto di Sihuas
Il distretto di Sihuas è un distretto del Perù nella provincia di Sihuas (regione di Ancash) con 5.562 abitanti al censimento 2007 dei quali 4.029 urbani e 1.533 rurali.
È stato istituito fin dall'indipendenza del Perù.